# كنسبسيون (تكساس)
كنسبسيون (بالإنجليزية: Concepcion, Texas)‏ هي أماكن مخصصة للتعداد تقع في الولايات المتحدة في مقاطعة دوفال (تكساس). يقدر عدد سكانها بـ 61 نسمة ومساحتها 0.2 كم2 وترتفع عن سطح البحر 89 متر.